# Józef Żuromski
Józef Żuromski (ur. 16 lutego 1893 w Kostrzynie, zm. 1956 w Kaliszu) – sierżant pilot Wojska Polskiego, uczestnik wojny polsko-bolszewickiej, kawaler Orderu Virtuti Militari.

## Życiorys
Syn Jana i Weroniki z d. Sokołowskiej. Po wybuchu I wojny światowej został w październiku 1914 roku powołany do odbycia służby w armii cesarskiej. Został skierowany na front zachodni, gdzie został ciężko ranny. W 1917 roku został przeniesiony do Luftstreitkräfte i skierowany na kurs pilotażu.
Po zwolnieniu z armii niemieckiej powrócił do Wielkopolski i przyłączył się do powstańców. 7 stycznia 1919 roku rozpoczął służbę w odrodzonym Wojsku Polskim. Został skierowany na przeszkolenie w Szkole Lotniczej w Ławicy. Po jego ukończeniu od kwietnia 1919 roku służył jako instruktor w Oficerskiej Szkole Obserwatorów Lotniczych, a potem w eskadrze fotogrametrycznej. 

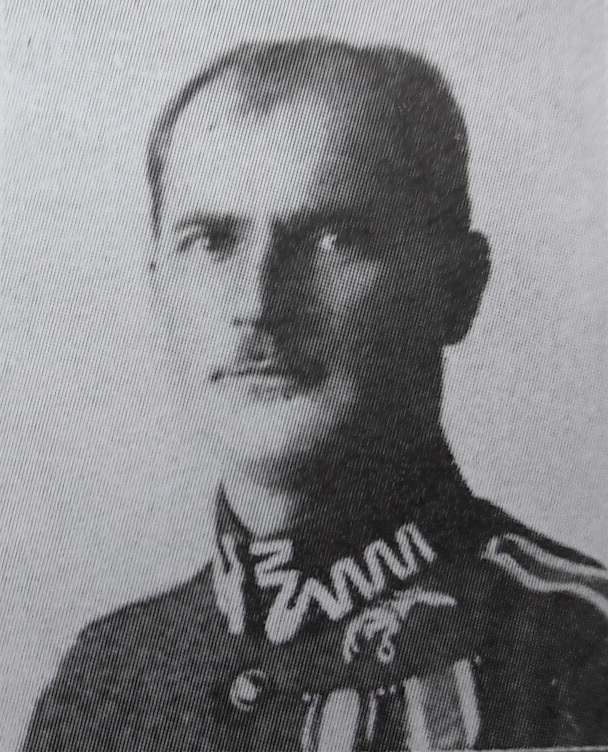
Józef Żuromski sierż. pilot (1920)

Został przydzielony do 9. eskadry wywiadowczej i w jej składzie brał udział w wojnie polsko-bolszewickiej. Podczas bitwy warszawskiej wyróżnił się 15 sierpnia 1920 roku, w załodze z obserwatorem Władysławem Bohuszewiczem, podczas ataków szturmowych na pozycje oddziałów Armii Czerwonej pod Radzyminem. 11 października, również w załodze z obs. Bohuszewiczem, odbył długotrwały lot w celu odnalezienia odciętej 1 Dywizji Jazdy gen. Juliusza Rómmla działającej na tyłach wroga. Dzięki ich determinacji udało się odnaleźć polskie oddziały i przekazać im rozkazy dowództwa. Tego samego dnia brał udział w atakach na pozycje nieprzyjaciela, czym przyczynił się do powrotu polskich oddziałów poza linię demarkacyjną.
Po zakończeniu działań wojennych, w latach 1920–1924 służył jako pilot w Mieszanej Komisji Granicznej na Wschodzie, której celem było wytyczenie w terenie granicy pomiędzy II Rzeczpospolitą a Związkiem Socjalistycznych Republik Radzieckich. W 1928 nadal pozostawał w służbie czynnej, w stopniu sierżanta. 
Po zwolnieniu z wojska nie stracił kontaktu z lotnictwem. Pracował jako pilot-oblatywacz w zakładach Plage i Laśkiewicz i jako instruktor pilotażu brał udział w działalności Lubelskiego Klubu Lotniczego. Startował też w krajowych zawodach sportowych. 31 stycznia 1931 roku wystartował w pierwszych Lubelskich Zimowych Zawodach Samolotowych, podczas których wygrał konkurencję w wysokości lotu (uzyskał wynik 2100 m). W IV Krajowym Konkursie Samolotów Turystycznych, rozgrywanym od 29 września do 1 października 1931 roku, zajął 7. miejsce na samolocie LKL-2.
W 1956 roku został zamordowany w Kaliszu.

## Ordery i odznaczeni
Za swą służbę został odznaczony:
- Krzyżem Srebrnym Orderu Wojskowego Virtuti Militari nr 414 – 8 kwietnia 1921[17][18],
- Krzyżem Walecznych,
- Polową Odznaką Pilota nr 74 – 11 listopada 1928 roku „za loty bojowe nad nieprzyjacielem w czasie wojny 1918–1920”[12].